# Soudorgues
Soudorgues é uma comuna francesa na região administrativa de Occitânia, no departamento de Gard. Estende-se por uma área de 25,7 km². Em 2010 a comuna tinha 277 habitantes (densidade: 10,8 hab./km²).